# بيلاجيا خانوفا
 بيلاجيا خانوفا (بالروسية : Пелагея Сергеевна Ханова؛ مواليد 14 يوليو 1986 في نوفوسيبيرسك) مطربة روسية اشتهرت بأغانيها الشعبية التي اعتمدت على موسيقى الروك الفلكلورية. أصدرت منذ عام 1999 6 مجموعات غنائية.

## وصلات خارجية
- بيلاجيا خانوفا على موقع IMDb (الإنجليزية)
- بيلاجيا خانوفا على موقع ميوزك برينز (الإنجليزية)
- بيلاجيا خانوفا على موقع أول ميوزيك (الإنجليزية)
- بيلاجيا خانوفا على موقع ديسكوغز (الإنجليزية)
- بيلاجيا خانوفا على موقع قاعدة بيانات الفيلم (الإنجليزية)
- بيلاجيا خانوفا على موقع كينوبويسك (الروسية)